# Газетна качка
Газе́тна ка́чка — псевдоінформація, фальшива, вигадана сенсація, іноді явна брехня, очевидна своєю безглуздістю і неправдивістю.
Газетна качка є ознакою жовтої преси. Наявність газетної качки знижує авторитет видання й журналіста. Однак вона існувала й існує як засіб боротьби за увагу читачів, збільшення тиражу, а отже і прибутків.

## Походження терміна
Вираз «газетна качка» виник у XVII столітті в Німеччині. На таких матеріалах, які являли собою журналістську вигадку, тогочасні газетярі ставили позначку «NT» (non testaur — не перевірено, що на слух сприймалося як «енте», що німецькою означає «качка»).